# Griffinia rostrata
Griffinia rostrata är en amaryllisväxtart som beskrevs av Pierfelice Ravenna. Griffinia rostrata ingår i släktet Griffinia och familjen amaryllisväxter. Inga underarter finns listade i Catalogue of Life.